# 天下茶屋駅
天下茶屋駅（てんがちゃやえき）は、大阪府大阪市西成区岸里一丁目にある、南海電気鉄道・大阪市高速電気軌道 (Osaka Metro) の駅。

## 概要
南海本線とOsaka Metro堺筋線の2路線が乗り入れる。さらに南海本線の複々線を利用して南海高野線の列車も乗り入れているため、当駅では合わせて3路線が利用できる。
駅舎は両路線の共用となっており、南海と堺筋線の駅入口が向かい合うような構成で、相互の乗り換えは容易である。地下鉄天下茶屋駅開業当時は、南海本線・高野線の高架工事が完成していなかったため駅コンコースの一部のみを供用し地下鉄専用仮設入口が設置されていた。

## 歴史

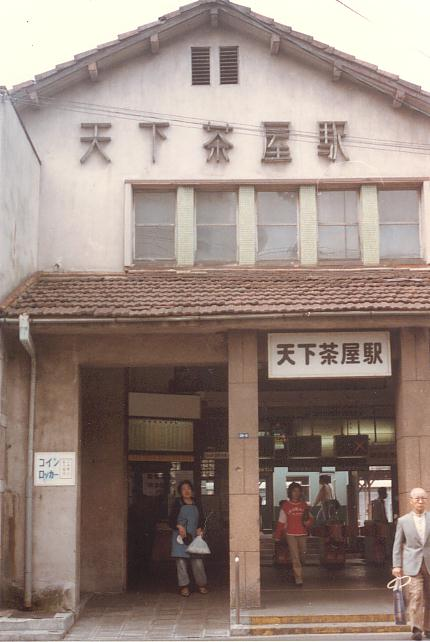
高架化前の駅舎

南海では最も古い歴史を持つ駅の一つで、かつては当駅と天王寺駅を結ぶ南海天王寺支線が存在した。新今宮駅の開業以降、天王寺支線は需要が低下して廃線となるに至ったが、天満・船場・島之内を縦断する堺筋線の延伸以降、利用者数は著しい増加を見せ、全列車停車駅に昇格した。

### 年表
- 1885年（明治18年）12月29日：阪堺鉄道（南海電気鉄道の前身）開業と同時に同線の天下茶屋駅設置。
- 1898年（明治31年）10月1日：会社合併により、南海鉄道の駅となる。
- 1900年（明治33年）10月26日：南海天王寺支線開通。
- 1901年（明治34年）5月：当駅に客車庫設置（難波仮客車庫より移転）。
- 1903年（明治36年）：天下茶屋工場を設置。
- 1907年（明治40年）8月：当駅に第二電車庫設置。
- 1909年（明治42年）2月：当駅に第一電車庫新設。
- 1926年（大正15年）12月：当駅から粉浜駅まで複々線完成。
- 1936年（昭和11年）9月：車庫業務は住ノ江に移転。
- 1944年（昭和19年）6月1日：会社合併により近畿日本鉄道（近鉄）の駅となる。
- 1945年（昭和20年）
  - 3月13日：当駅および当駅工場戦災被害。
  - 3月17日：当駅工場戦災被害。
  - 6月11日：当駅工場戦災被害。
  - 6月15日：当駅および当駅工場戦災被害。
- 1947年（昭和22年）6月1日：路線譲渡により南海電気鉄道の駅となる。
- 1948年（昭和23年）
  - 10月10日：当駅駅舎戦災復旧工事竣工。
  - 11月12日：当駅新駅舎使用開始（現在のものではない）。
  - 12月5日：当駅工場戦災復旧工事竣工。
- 1954年（昭和29年）3月：当駅に地下道完成（地下道設置前の駅東西の交通は、改札口で通行券を交付していた[1]。地下道は高架化の際に廃止されている）。
- 1966年（昭和41年）12月1日：南海本線の今宮戎駅 - 萩ノ茶屋駅間に新今宮駅が開業したため、南海線・高野線の普通・各駅停車のみの停車となる。
- 1968年（昭和43年）1月18日：「南海3大事故」の一つとなる正面衝突事故。当駅を通過した春木発難波行き南海線臨時急行電車と、待機していた回送電車が正面衝突。296名が負傷。
- 1982年（昭和57年）3月1日：天下茶屋工場廃止、千代田工場に移転。
- 1984年（昭和59年）11月18日：南海天王寺支線部分廃止（天下茶屋駅 - 今池町駅間）。
- 1993年（平成5年）
  - 3月4日：大阪市営地下鉄（現・Osaka Metro）堺筋線が動物園前駅から延伸、同線の天下茶屋駅開業[2]。
  - 4月18日：南海天下茶屋駅の西側2線（南海線用）が高架化。
- 1994年（平成6年）10月28日：南海天下茶屋駅の高野線上り線が高架化。
- 1995年（平成7年）11月1日：南海天下茶屋駅高架化完成[3]。
- 1996年（平成8年）
  - 10月26日：南海本線の「ラピートβ」・空港急行・区間急行・準急停車開始（急行は通過のまま）[4]。
  - 11月24日：南海高野線の区間急行・準急停車開始[4]。
- 2000年（平成12年）12月23日：南海高野線の特急・急行停車開始。高野線全列車停車駅に昇格。
- 2001年（平成13年）3月24日：南海本線の特急「サザン」・急行が停車開始。「ラピートα」も一部停車開始。このダイヤ改正から南海線・高野線の相互乗換駅に昇格する。
- 2003年（平成15年）2月22日：南海本線の「ラピートα」全列車停車開始。南海本線全列車停車駅に昇格。
- 2012年（平成24年）4月1日 ："NK05" 南海駅ナンバリングが導入され、使用を開始[5][6]。
- 2018年（平成30年）4月1日：大阪市交通局の民営化により、堺筋線の駅は大阪市高速電気軌道 (Osaka Metro) の駅となる。
- 2019年（平成31年）1月19日：阪急京都本線および堺筋線ダイヤ改正により、堺筋線1番線が降車専用ホームとなる。
- 2022年（令和4年）7月17日：堺筋線ホームで可動式ホーム柵の使用を開始[7]。

### 鉄道唱歌
鉄道唱歌第5集（関西・参宮・南海篇）（1900年〈明治33年〉作詞）64番の歌詞にて、当駅が登場する。
治まる御代の天下茶屋 さわがぬ波の難波駅 いさみて出づる旅人の 心はあとに残れども

## 南海電気鉄道
相対式ホーム（それぞれ1・4番のりば）の間に島式ホーム1面（2・3番のりば）がある、3面4線を有する高架駅である。ホーム有効長は全面10両分であるが、2017年現在は南海線・高野線ともに10両編成で運転する列車はない（最大8両編成）。
南海本線および高野線は、回送を除くすべての列車が停車する。実際の両路線の分岐駅である岸里玉出駅に優等列車が停車せず、かつ乗り換えに時間を要することから、実質的に当駅が南海本線と高野線の相互乗換駅となっている。2001年の南海本線のダイヤ改正までは新今宮駅が乗換駅扱いだった。
改札口・コンコースは2階、ホームは3階にある。1階から2階の間と、2階から3階の間には、エレベーター・エスカレーターが設置されている。なお、改札外には飲食店が出店している。
トイレは改札内に設置されており、ユニバーサルトイレを併設する。

### のりば
| のりば | 路線   | 方向 | 行先                    | 備考                               |
| ------ | ------ | ---- | ----------------------- | ---------------------------------- |
| 1      | 高野線 | 下り | 高野山方面              |                                    |
| 2      | 高野線 | 上り | なんば方面              | 各駅停車は萩ノ茶屋・今宮戎にも停車 |
| 3      | 南海線 | 下り | 和歌山市・ 関西空港方面 |                                    |
| 4      | 南海線 | 上り | なんば方面              | 全列車途中新今宮のみ停車           |

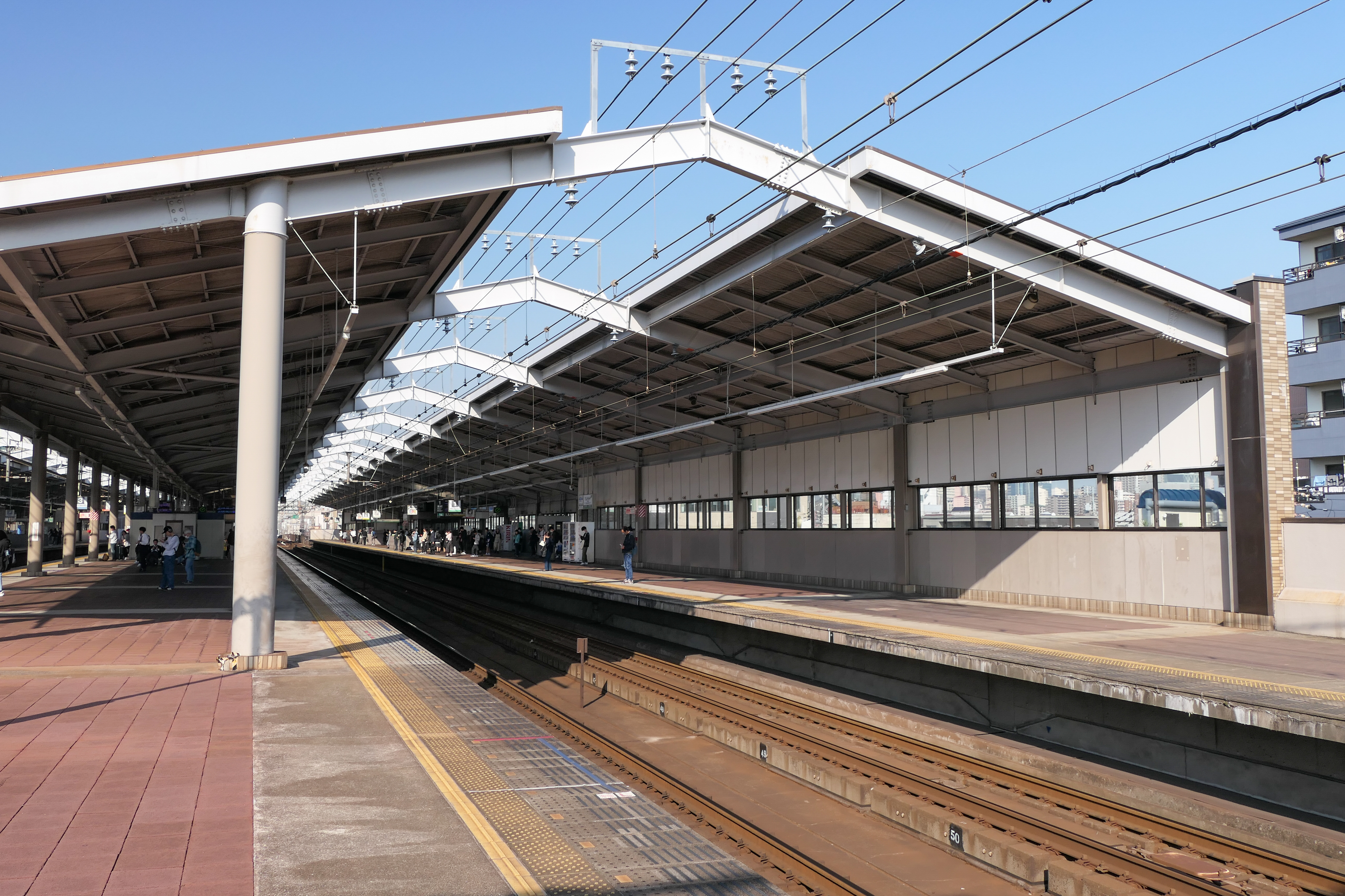
1・2番のりば（2023年11月）
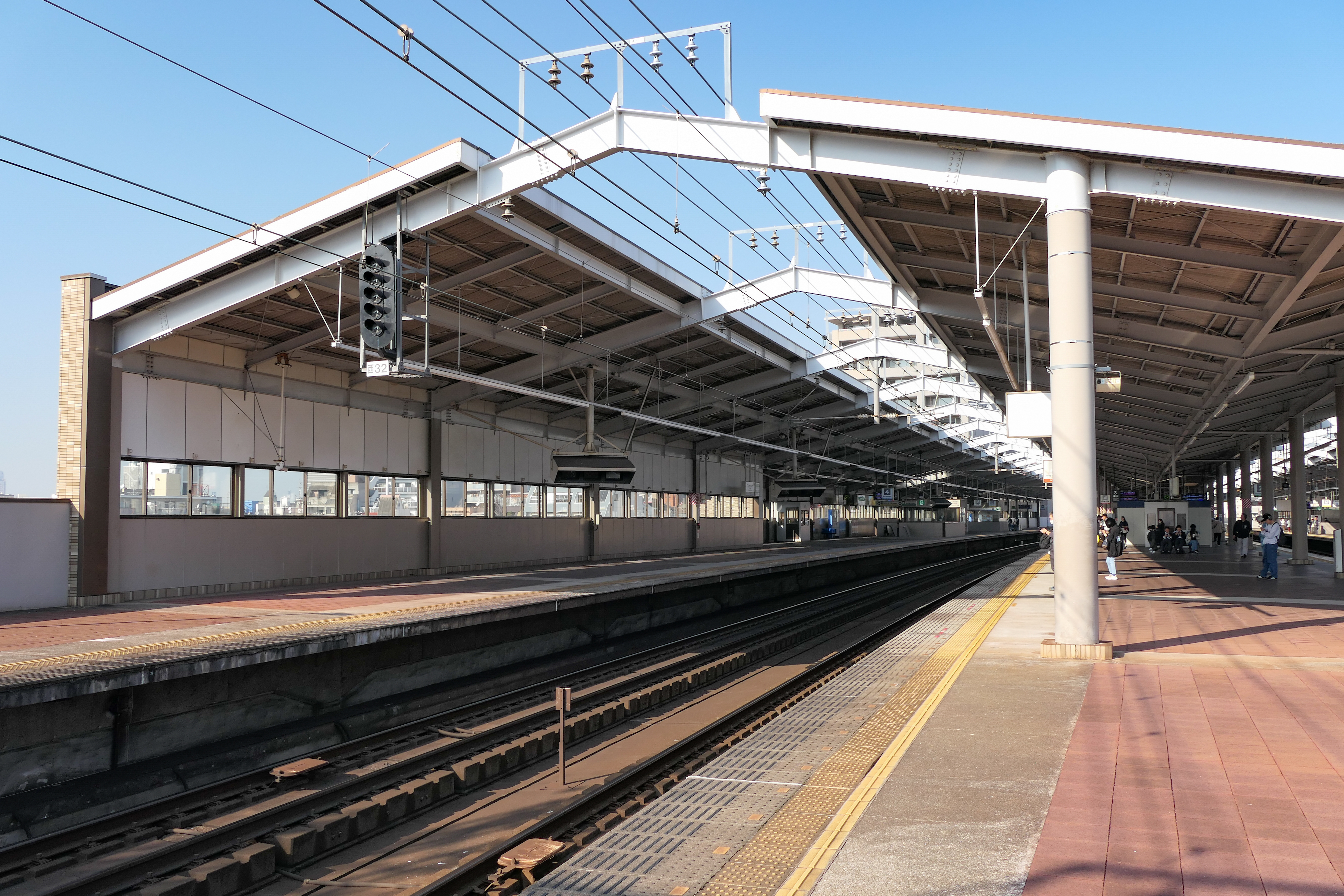
3・4番のりば（2023年11月）

地平時代の構造
- 地平時代は4面7線で、駅舎に面した単式の1番線と島式の2・3番線、4・5番線、6・7番線の構造であった。
- 7番線は天下茶屋工場への入出庫用側線として使用したため、旅客用のりばとして使用しないことを基本としていた。

| のりば | 路線       | 方向 | 行先               | 備考                               |
| ------ | ---------- | ---- | ------------------ | ---------------------------------- |
| 1      | 天王寺支線 | 下り | 天王寺・住ノ江方面 | 住ノ江方面は深夜の入庫運用のみ     |
| 2      | 天王寺支線 | 上り | 天王寺方面         |                                    |
| 3      | 高野線     | 下り | 高野山方面         |                                    |
| 4      | 高野線     | 上り | なんば方面         | 各駅停車は萩ノ茶屋・今宮戎にも停車 |
| 5      | 南海線     | 下り | 和歌山市方面       |                                    |
| 6      | 南海線     | 上り | なんば方面         | 全列車途中新今宮のみ停車           |

## 大阪市高速電気軌道（Osaka Metro）
単式・島式ホームの複合型2面3線を有する地下駅であるが、改札口とコンコースは地上（1階）にある。

### のりば
| のりば | 路線   | 行先                               |
| ------ | ------ | ---------------------------------- |
| 1      | 堺筋線 | 降車専用ホーム                     |
| 2・3   | 堺筋線 | 天神橋筋六丁目・北千里・高槻市方面 |

単式ホームの1番線が存在するのは、関西国際空港開港時に京都から同空港までのアクセス列車として阪急京都本線京都河原町駅から当駅までの直通優等列車を運行する構想があり、1番線がその発着ホームとして予定されていたことによる。開通当初は錆取りとして1日1本のみの使用で、それ以外の列車は島式ホーム（2・3番線）に発着していた。ラッシュ時は1番線で乗客を降ろした後、いったんホーム奥の留置線に入り、その後改めて2・3番線に入線して発車するという形で1番線を活用したり臨時列車（直通特急）の発着で使われていた。留置線には昼間と夜間に車両が留置される。
1番線始発の列車は早朝時間帯に1日1本のみ存在していたが、2019年1月19日の阪急京都本線および堺筋線ダイヤ改正により、1番線始発の列車は2・3番線始発に変更された。

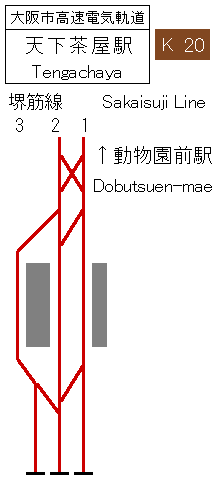
配線図

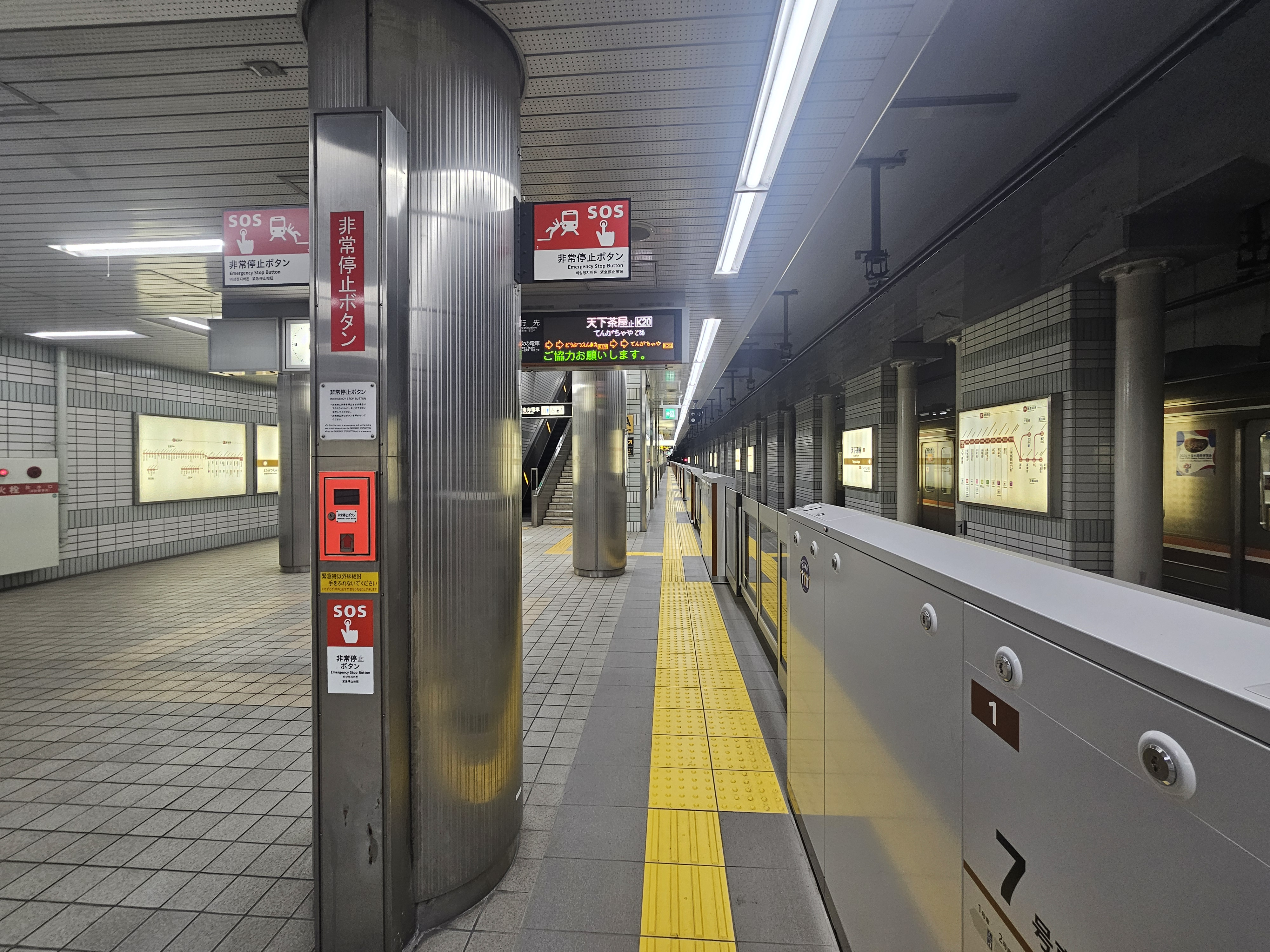
1番線プラットホーム（降車専用、2025年2月）
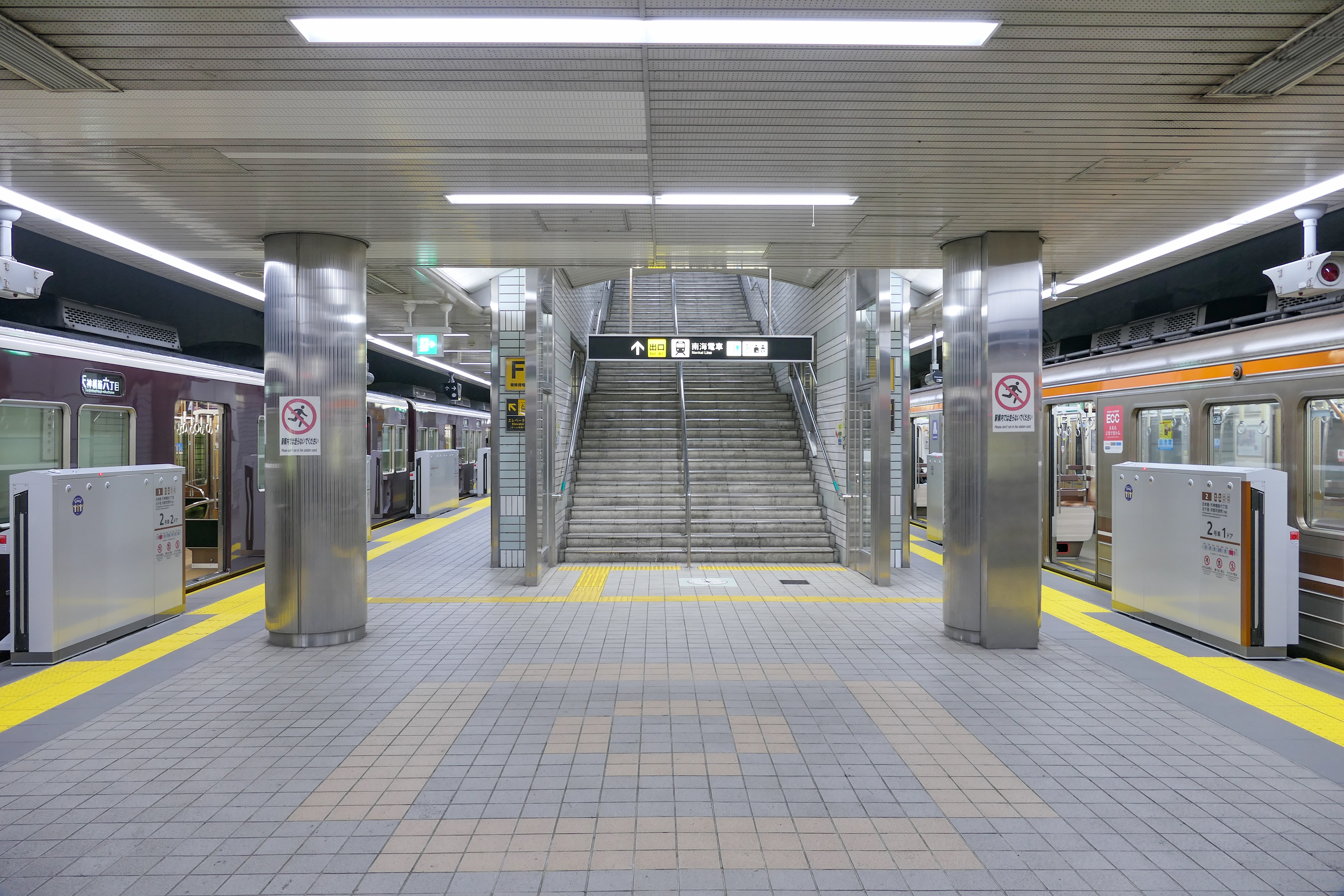
2、3番線プラットホーム（2023年12月）
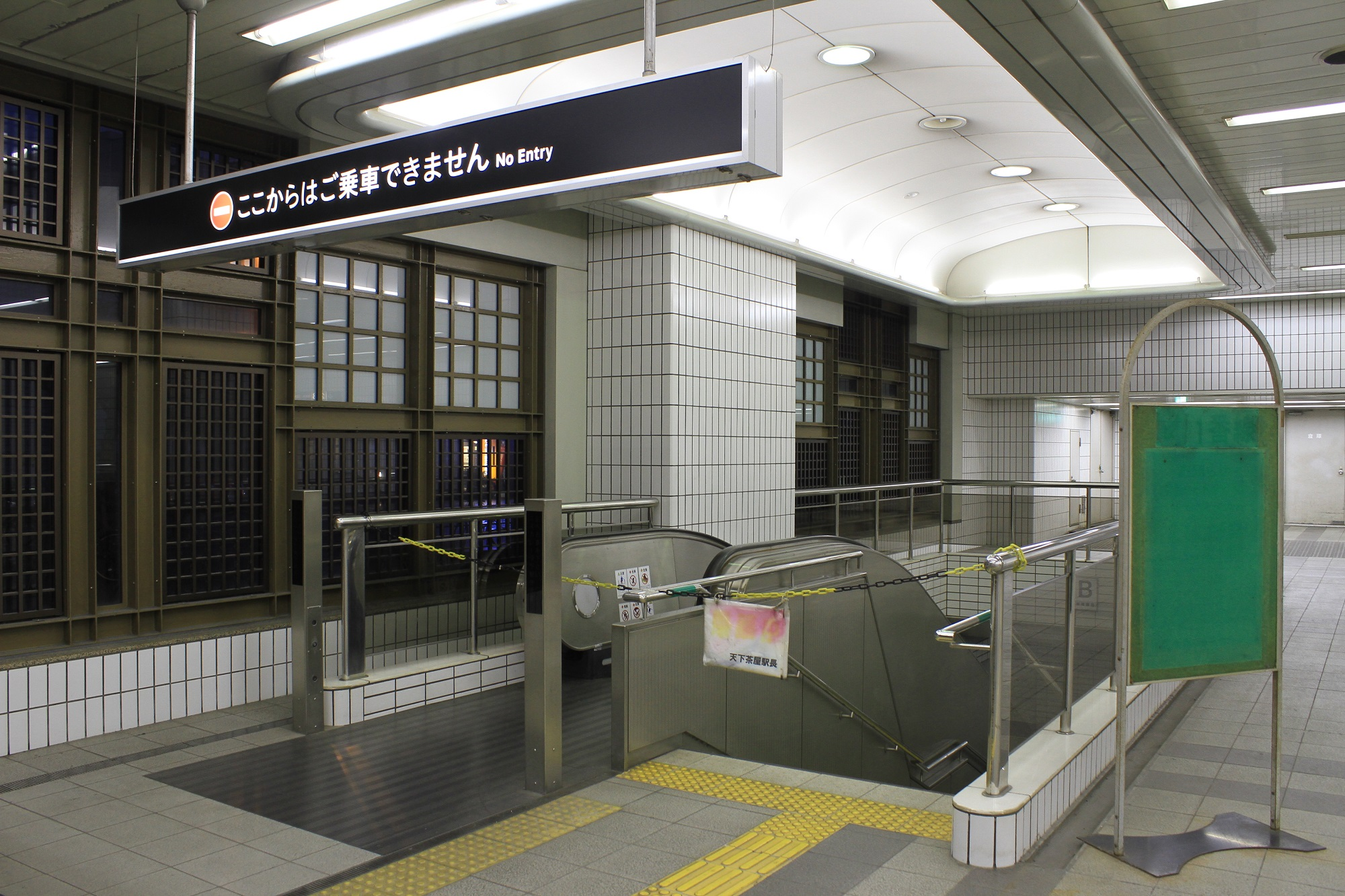
降車専用ホーム出口（1番線）

### 特記事項
堺筋本町管区駅であり、駅長が配置され、当駅のみの単駅管理となっている。
南海のホームの乗り換え案内には、堺筋線だけではなく直通する阪急電鉄京都（京都本線）・北千里（千里線）方面も表示しており、さらに車内アナウンス、路線図においてもこの案内が行われている。京阪本線の北浜駅や近鉄難波線（運転系統上は近鉄奈良線）の近鉄日本橋駅も堺筋線との乗換駅だが、これらには阪急の表示がない。
接近放送は、旧形では女性アナウンサーに、1番のりばと3番のりばは上り接近メロ・下り発車メロ、2番のりばのみ下り接近メロ・上り発車メロの組み合わせであったが、英語付きに更新後は、接近メロのみだが下り接近メロ統一に変更された。

### 出口
| 出口番号 | 出口周辺                                                                    | 備考 |
| -------- | --------------------------------------------------------------------------- | ---- |
| 西出口   | 西成区役所・西成区保健福祉センター・西成区民センター 西成図書館・西成消防署 |      |
| 東出口   | 西成天下茶屋郵便局・大阪フィルハーモニー会館                                |      |

## 利用状況
南海、Osaka Metroとも増加傾向にあり、特に南海は堺筋線延伸後の1993年度から2019年度にかけて26年連続で増加していた。2020年にはコロナの影響により利用者は激減したものの、その後は徐々に以前の水準に戻りつつある。

### 南海電気鉄道
2023年（令和5年）度の1日平均乗降人員は72,088人である。同社の駅（100駅）では難波駅、新今宮駅に次ぐ第3位である。2001年度に金剛駅を、2008年度に堺東駅を上回った。
各年度・年次の1日平均利用状況は下表の通り。
| 年度/年次          | 年度別   | 年度別 | 年度別 | 年次別   | 年次別   | 年次別   | 出典       | 出典          |
| 年度/年次          | 乗降人員 | 増減率 | 順位   | 乗車人員 | 降車人員 | 乗降人員 | 南海       | 大阪府        |
| ------------------ | -------- | ------ | ------ | -------- | -------- | -------- | ---------- | ------------- |
| 1990年（平成02年） |          |        |        | 7,280    | 10,464   | 17,744   |            | [ 大阪府 1 ]  |
| 1991年（平成03年） |          |        |        | 7,186    | 10,520   | 17,706   |            | [ 大阪府 2 ]  |
| 1992年（平成04年） |          |        |        | 6,949    | 10,054   | 17,003   |            | [ 大阪府 3 ]  |
| 1993年（平成05年） |          |        |        | 8,465    | 10,969   | 19,434   |            | [ 大阪府 4 ]  |
| 1994年（平成06年） |          |        |        | 8,536    | 10,954   | 19,490   |            | [ 大阪府 5 ]  |
| 1995年（平成07年） |          |        |        | 8,599    | 10,986   | 19,585   |            | [ 大阪府 6 ]  |
| 1996年（平成08年） |          |        |        | 10,241   | 11,812   | 22,053   |            | [ 大阪府 7 ]  |
| 1997年（平成09年） |          |        |        | 15,639   | 15,829   | 31,468   |            | [ 大阪府 8 ]  |
| 1998年（平成10年） |          |        |        | 17,839   | 16,659   | 34,498   |            | [ 大阪府 9 ]  |
| 1999年（平成11年） |          |        |        | 19,335   | 17,527   | 36,862   |            | [ 大阪府 10 ] |
| 2000年（平成12年） |          |        |        | 20,039   | 18,088   | 38,127   |            | [ 大阪府 11 ] |
| 2001年（平成13年） |          |        |        | 22,434   | 20,043   | 42,477   |            | [ 大阪府 12 ] |
| 2002年（平成14年） |          |        |        | 24,109   | 21,392   | 45,501   |            | [ 大阪府 13 ] |
| 2003年（平成15年） |          |        |        | 25,075   | 22,374   | 47,449   |            | [ 大阪府 14 ] |
| 2004年（平成16年） |          |        |        | 25,825   | 23,186   | 49,011   |            | [ 大阪府 15 ] |
| 2005年（平成17年） |          |        |        | 26,912   | 24,315   | 51,227   |            | [ 大阪府 16 ] |
| 2006年（平成18年） |          |        |        | 28,136   | 26,088   | 54,224   |            | [ 大阪府 17 ] |
| 2007年（平成19年） |          |        |        | 29,514   | 28,020   | 57,534   |            | [ 大阪府 18 ] |
| 2008年（平成20年） |          |        |        | 30,511   | 29,215   | 59,726   |            | [ 大阪府 19 ] |
| 2009年（平成21年） |          |        |        | 30,604   | 29,508   | 60,112   |            | [ 大阪府 20 ] |
| 2010年（平成22年） |          |        |        | 31,133   | 30,152   | 61,285   |            | [ 大阪府 21 ] |
| 2011年（平成23年） |          |        |        | 31,298   | 30,442   | 61,740   |            | [ 大阪府 22 ] |
| 2012年（平成24年） |          |        |        | 31,892   | 31,114   | 63,006   |            | [ 大阪府 23 ] |
| 2013年（平成25年） | 65,007   | 3.2%   | 3位    | 32,889   | 32,118   | 65,007   | [ 南海 1 ] | [ 大阪府 24 ] |
| 2014年（平成26年） | 65,289   | 0.4%   | 3位    | 32,895   | 32,394   | 65,289   | [ 南海 1 ] | [ 大阪府 25 ] |
| 2015年（平成27年） | 67,524   | 3.4%   | 3位    | 33,880   | 33,714   | 67,594   | [ 南海 1 ] | [ 大阪府 26 ] |
| 2016年（平成28年） | 70,386   | 4.2%   | 3位    | 34,894   | 35,493   | 70,387   | [ 南海 2 ] | [ 大阪府 27 ] |
| 2017年（平成29年） | 72,641   | 3.2%   | 3位    | 36,067   | 36,574   | 72,641   | [ 南海 3 ] | [ 大阪府 28 ] |
| 2018年（平成30年） | 74,719   | 2.9%   | 3位    | 36,915   | 37,802   | 74,717   | [ 南海 4 ] | [ 大阪府 29 ] |
| 2019年（令和元年） | 75,834   | 1.5%   | 3位    | 37,375   | 38,540   | 75,915   | [ 南海 5 ] | [ 大阪府 30 ] |
| 2020年（令和02年） | 58,485   | -22.9% | 3位    | 28,726   | 29,759   | 58,485   | [ 南海 6 ] | [ 大阪府 31 ] |
| 2021年（令和03年） | 60,449   | 3.4%   | 3位    | 29,652   | 30,799   | 60,451   | [ 南海 7 ] | [ 大阪府 32 ] |
| 2022年（令和04年） | 67,025   | 10.9％ | 3位    | 32,741   | 34,283   | 67,024   | [ 南海 8 ] | [ 大阪府 33 ] |
| 2023年（令和05年） | 72,088   | 7.6％  | 3位    | 35,135   | 36,953   | 72,088   | [ 南海 9 ] | [ 大阪府 34 ] |

### Osaka Metro
2024年11月12日の1日乗降人員は71,099人（乗車人員：38,031人、降車人員：33,068人）である。堺筋線が乗り入れる駅では堺筋本町駅・南森町駅・日本橋駅に次ぐ第4位。
各年度の特定日における利用状況は下表の通りである。なお1995年度の調査については1996年に行われているが会計年度上1995年度となる。
| 年度               | 調査日   | 乗車人員 | 降車人員 | 乗降人員 | 出典          | 出典          |
| 年度               | 調査日   | 乗車人員 | 降車人員 | 乗降人員 | 大阪府        | メトロ        |
| ------------------ | -------- | -------- | -------- | -------- | ------------- | ------------- |
| 1995年（平成07年） | 02月15日 | 7,541    | 6,335    | 13,876   | [ 大阪府 6 ]  |               |
| 1998年（平成10年） | 11月10日 | 22,654   | 16,579   | 39,233   | [ 大阪府 9 ]  |               |
| 2007年（平成19年） | 11月13日 | 35,762   | 29,085   | 64,847   | [ 大阪府 18 ] |               |
| 2008年（平成20年） | 11月11日 | 36,671   | 29,742   | 66,413   | [ 大阪府 19 ] |               |
| 2009年（平成21年） | 11月10日 | 36,410   | 29,894   | 66,304   | [ 大阪府 20 ] |               |
| 2010年（平成22年） | 11月09日 | 35,785   | 29,901   | 65,686   | [ 大阪府 21 ] |               |
| 2011年（平成23年） | 11月08日 | 35,779   | 30,047   | 65,826   | [ 大阪府 22 ] |               |
| 2012年（平成24年） | 11月13日 | 35,703   | 30,716   | 66,419   | [ 大阪府 23 ] |               |
| 2013年（平成25年） | 11月19日 | 36,184   | 30,754   | 66,938   | [ 大阪府 24 ] | [ メトロ 1 ]  |
| 2014年（平成26年） | 11月11日 | 36,915   | 31,419   | 68,334   | [ 大阪府 25 ] | [ メトロ 2 ]  |
| 2015年（平成27年） | 11月17日 | 37,545   | 32,442   | 69,987   | [ 大阪府 26 ] | [ メトロ 3 ]  |
| 2016年（平成28年） | 11月08日 | 38,139   | 32,779   | 70,918   | [ 大阪府 27 ] | [ メトロ 4 ]  |
| 2017年（平成29年） | 11月14日 | 38,501   | 33,116   | 71,617   | [ 大阪府 28 ] | [ メトロ 5 ]  |
| 2018年（平成30年） | 11月13日 | 40,231   | 34,743   | 74,974   | [ 大阪府 29 ] | [ メトロ 6 ]  |
| 2019年（令和元年） | 11月12日 | 39,660   | 34,372   | 74,032   | [ 大阪府 30 ] | [ メトロ 7 ]  |
| 2020年（令和02年） | 11月10日 | 33,503   | 29,141   | 62,644   | [ 大阪府 31 ] | [ メトロ 8 ]  |
| 2021年（令和03年） | 11月16日 | 33,766   | 29,380   | 63,146   | [ 大阪府 32 ] | [ メトロ 9 ]  |
| 2022年（令和04年） | 11月15日 | 35,102   | 30,549   | 65,651   | [ 大阪府 33 ] | [ メトロ 10 ] |
| 2023年（令和05年） | 11月07日 | 36,409   | 31,862   | 68,271   | [ 大阪府 34 ] | [ メトロ 11 ] |
| 2024年（令和06年） | 11月12日 | 38,031   | 33,068   | 71,099   |               | [ メトロ 12 ] |

## 駅周辺

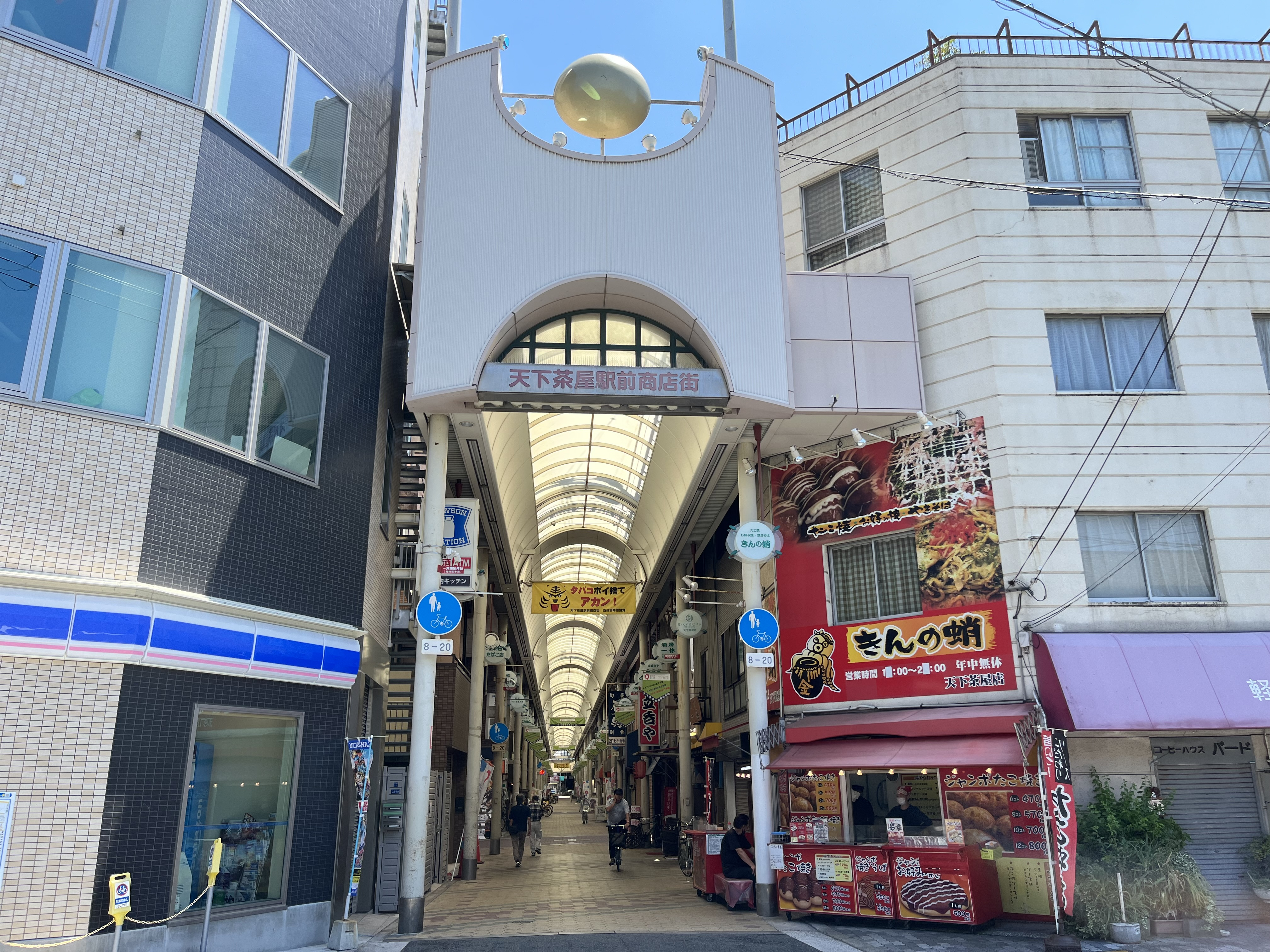
天下茶屋駅前商店街

駅西側の天下茶屋車庫・工場跡地には2000年代以降、イズミヤを核店舗としたカナートモールや住宅、スポーツ施設（ノアインドアステージ、フットサルポイント）が建設されるなど、土地の再利用が進んでいる。駅西側の町名は岸里一丁目となる。西へ150メートルほど進むと国道26号がある。また、駅の南西側には西成区役所・西成図書館などの官公署・公共施設や、西成郵便局があり、西成区の行政・文化の中心地域でもある。
駅東側には天下茶屋駅前商店街がある。約200メートルほど先の紀州街道を越え、さらに阪堺電気軌道阪堺線北天下茶屋停留場前付近まで商店街が続いており、西成天下茶屋郵便局がある。さらにその先には、聖天山古墳（聖天山正圓寺）がある。なお、その商店街は当駅を利用する大谷中学校・高等学校（当駅から徒歩約15分）の生徒の通学路にもなっている。駅東側のロータリーは高架化工事に合わせて新設された。駅東側の町名は天下茶屋二丁目および三丁目となる。
Osaka Metro四つ橋線岸里駅は南西に徒歩約7分、また阪堺電気軌道阪堺線北天下茶屋駅も東へ徒歩約5分程度である。ただしOsaka Metroでは、堺筋線天下茶屋駅と四つ橋線岸里駅は乗換駅として扱っておらず、相互に同程度の距離で地下道を介してつながっている梅田駅・西梅田駅・東梅田駅相互の乗り換えのような通し乗車料金での改札外乗り換えはできない。
駅に乗り入れているバスはないが、駅前のロータリーには2013年3月末まで、大阪市営バス（赤バス）西成東ループの天下茶屋バス停が設置されていた。西側の国道26号線沿いには、赤バス西成西ループの天下茶屋駅筋バス停、紀州街道沿いには西成東ループの天下茶屋駅筋東バス停も設置されていた。

## 隣の駅
南海電気鉄道
南海本線（空港線）
- ■特急「ラピート」停車駅

■特急「サザン」・■急行・■空港急行・■区間急行・■準急（準急は難波行きのみ運転）
新今宮駅 (NK03) - 天下茶屋駅 (NK05) - 堺駅 (NK11)
■普通（当駅から岸里玉出方の各駅に停車）
新今宮駅 (NK03) - 天下茶屋駅 (NK05) - 岸里玉出駅 (NK06)
高野線
- ■特急「泉北ライナー」・■特急「こうや」「りんかん」停車駅

■快速急行・■急行・■区間急行・■準急
新今宮駅 (NK03) - 天下茶屋駅 (NK05) - 堺東駅 (NK56)
■各停
萩ノ茶屋駅 (NK04) - 天下茶屋駅 (NK05) - 岸里玉出駅 (NK06)
大阪市高速電気軌道 (Osaka Metro)
 堺筋線（定期列車はすべて堺筋線内の各駅に停車）
動物園前駅 (K19) - 天下茶屋駅 (K20)
- ( ) 内は路線と駅番号を示す。

### かつて存在した路線
南海電気鉄道
天王寺支線
天下茶屋駅 - 今池町駅

### 記事本文